# Kisliakóvskaia
Kisliakóvskaia - Кисляковская (rus) és una stanitsa del krai de Krasnodar, a Rússia. És a la vora del riu Ieia, a 14 km al sud de Kusxóvskaia i a 163 km al nord-est de Krasnodar.
Pertany a aquesta stanitsa el possiólok de Kisliakovka.